# Syringa komarowii
Syringa komarowii är en syrenväxtart som beskrevs av Camillo Karl Schneider. Syringa komarowii ingår i släktet syrener, och familjen syrenväxter. Inga underarter finns listade i Catalogue of Life.

## Bildgalleri

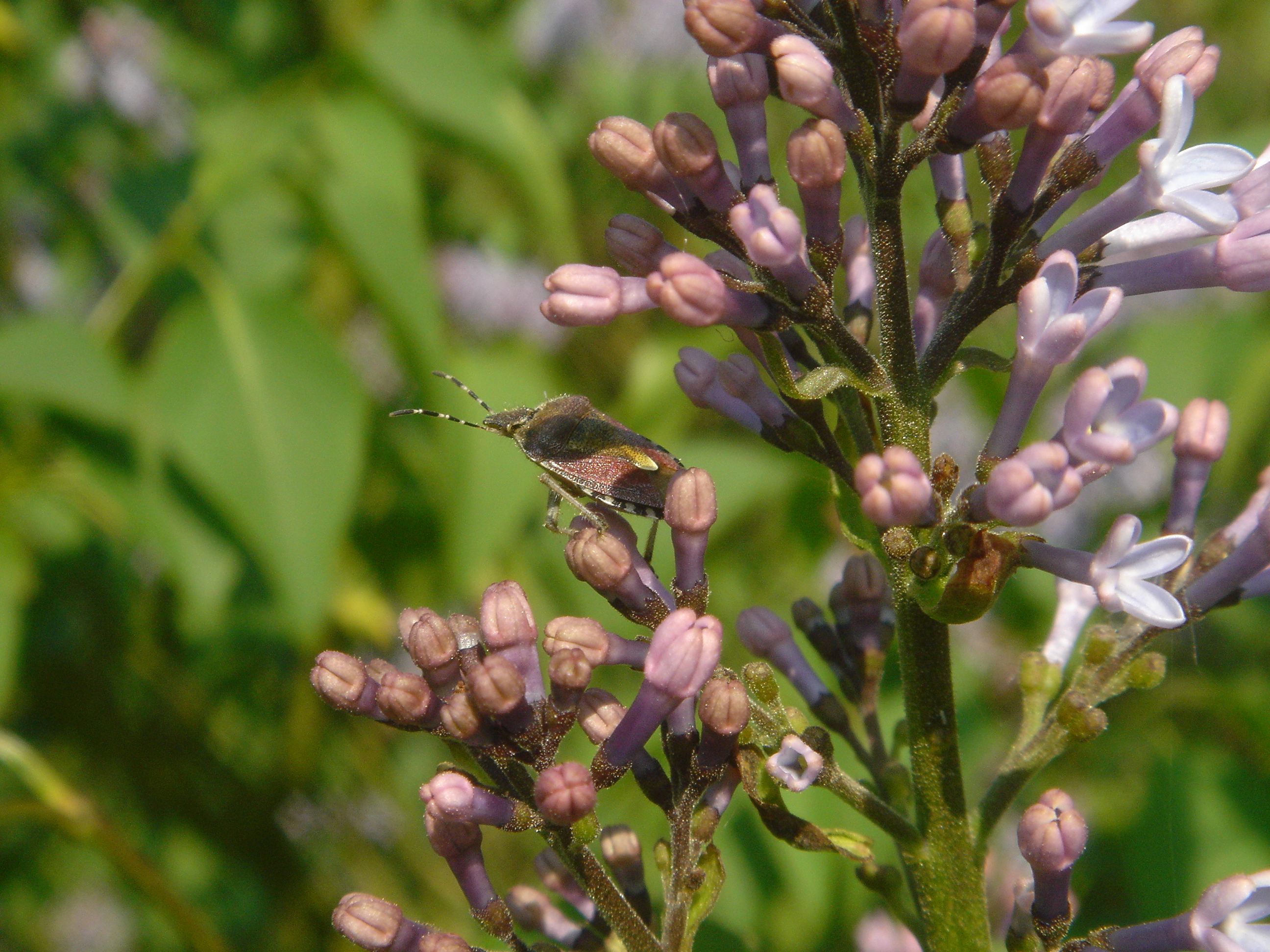